# سرکه‌چی

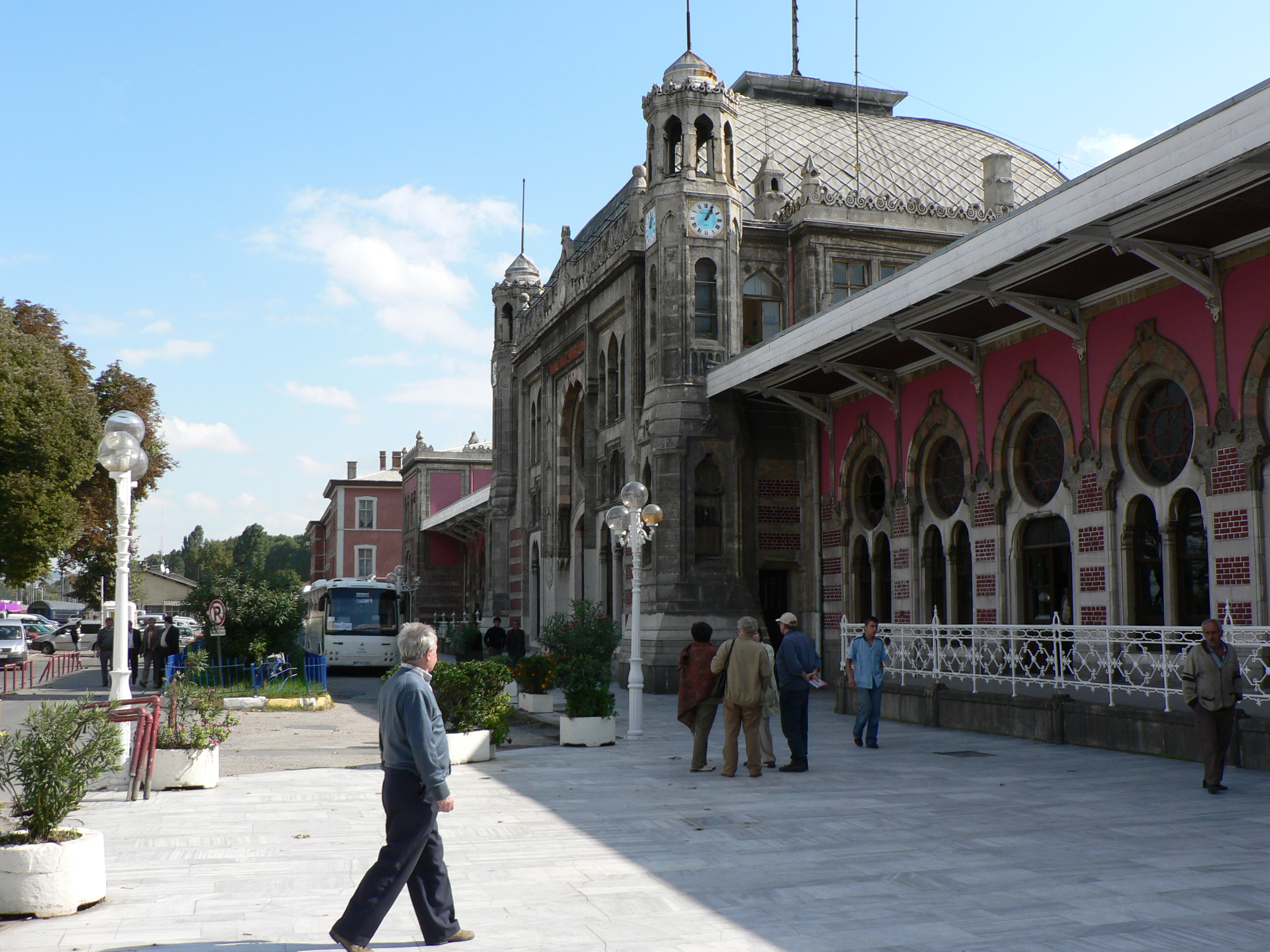
ایستگاه قطار سرکه‌چی.

سرکه‌چی (ترکی استانبولی: Sirkeci) نام محله‌ای است در استانبول ترکیه. سرکه‌چی در منطقه امینونو در بخش فاتح از شهر استانبول واقع شده است. نام سرکه‌چی به معنی «سرکه‌فروش» است. نام این محل پیش از ورود ترک‌زبان‌ها به آناتولی، در زمان بیزانس‌ها، پروسفوریون بود که واژه‌ای است یونانی.
محله سرکه‌چی از سمت شمال با ورودی خلیج شاخ طلایی هم‌مرز است و از غرب به محله باغچه‌قاپی، از شرق به محدوده کاخ توپ‌قاپی و از جنوب به محله جاغال‌اغلو ختم می‌شود.
ایستگاه قطار سرکه‌چی، یعنی پایانه جنوب شرقی قطار سریع‌السیر شرق (اورینت اکسپرس) در محله سرکه‌چی قرار دارد.

## نگارخانه

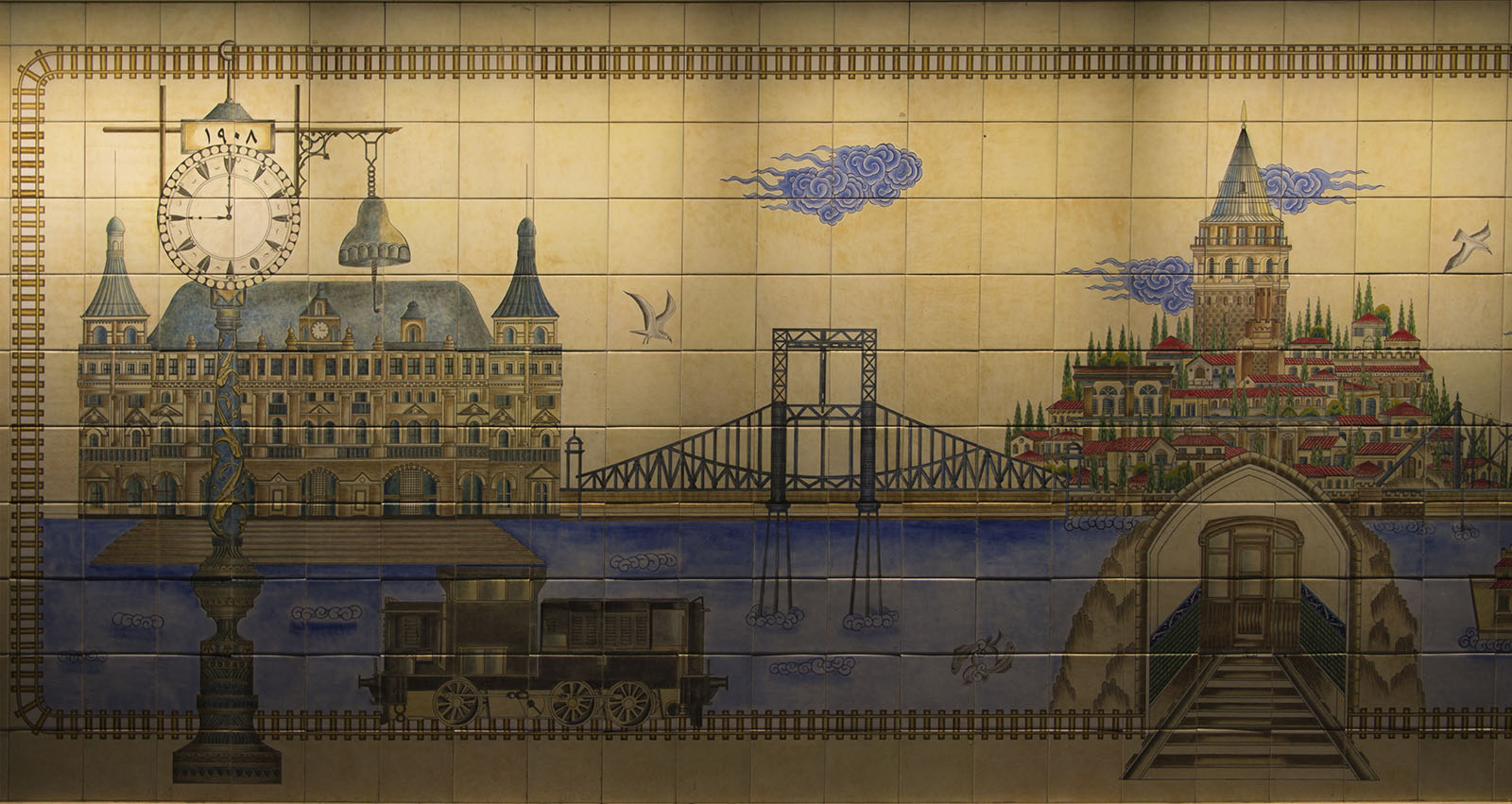
کاشی‌های تزئینی در ایستگاه سرکه‌چی
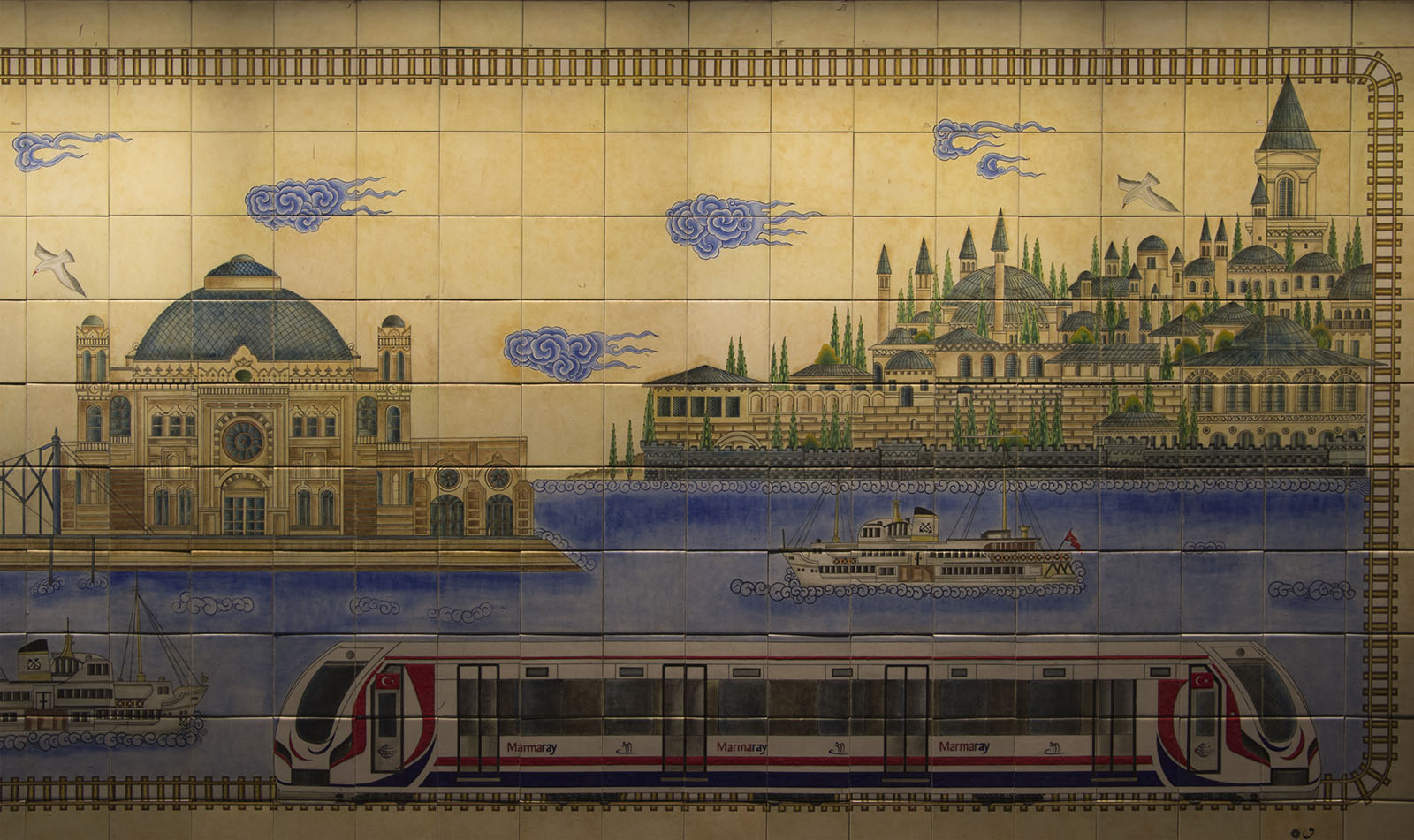
کاشی‌های تزئینی در ایستگاه سرکه‌چی
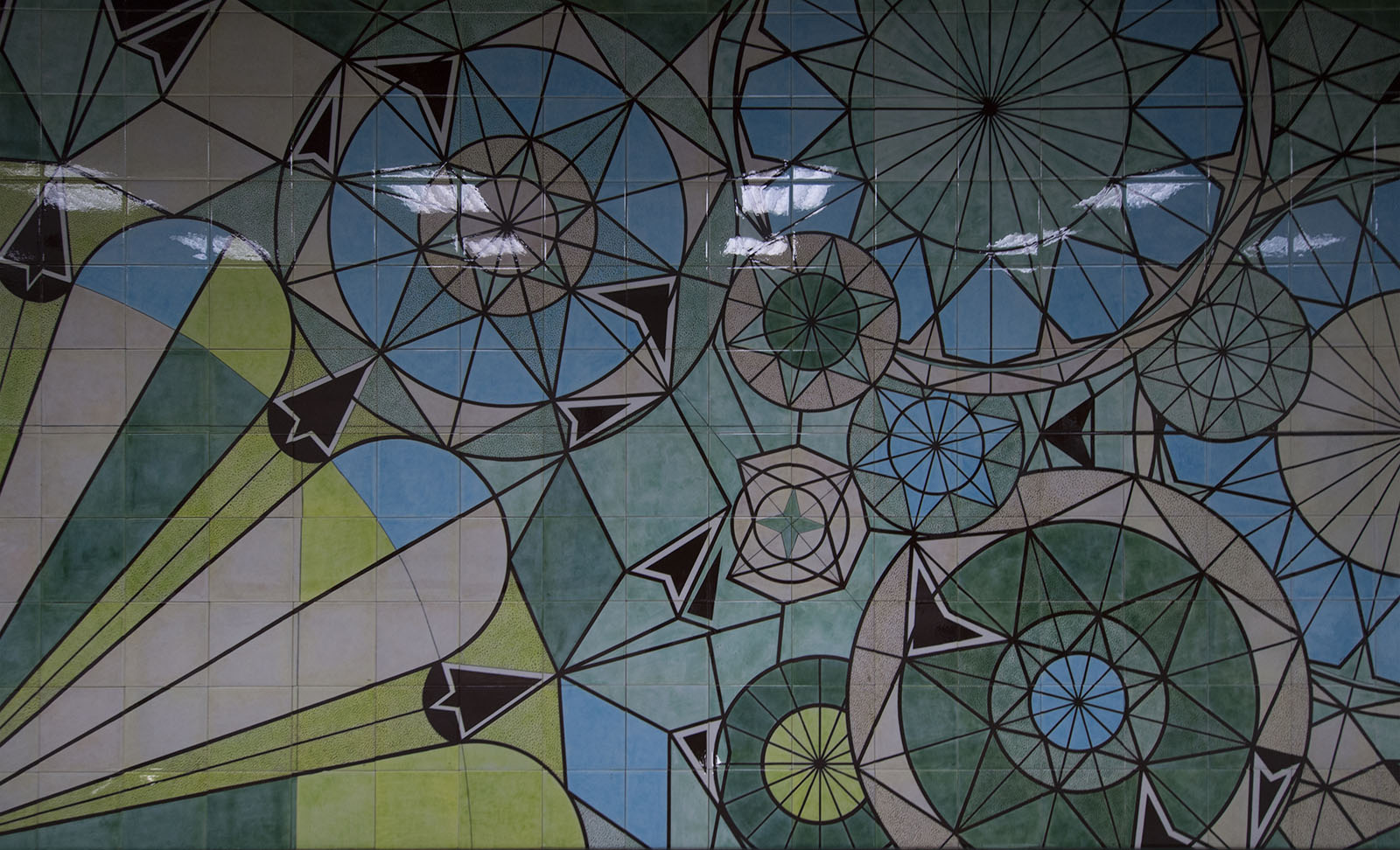
کاشی‌های تزئینی در ایستگاه سرکه‌چی
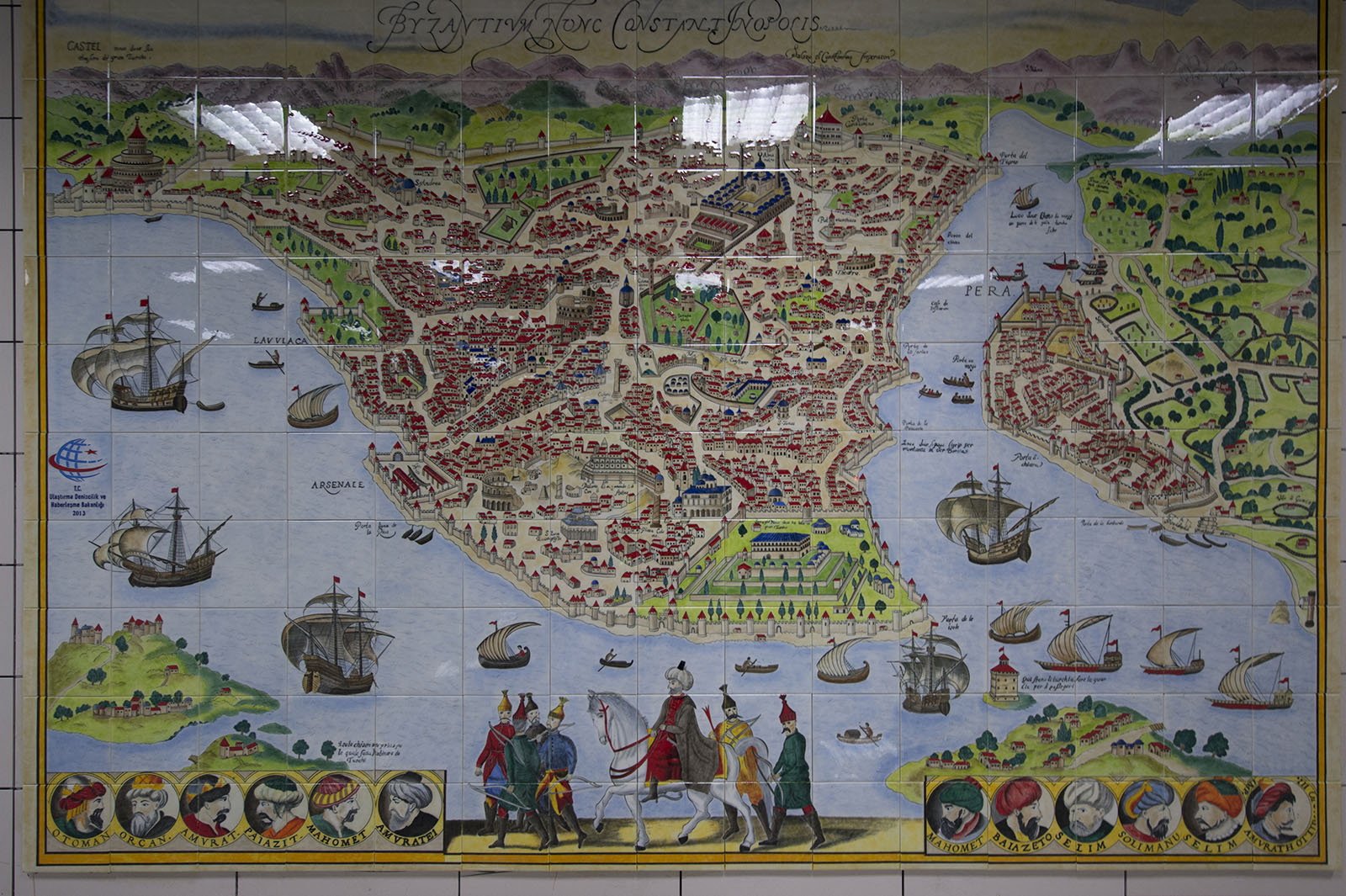
کاشی‌های تزئینی در ایستگاه سرکه‌چی
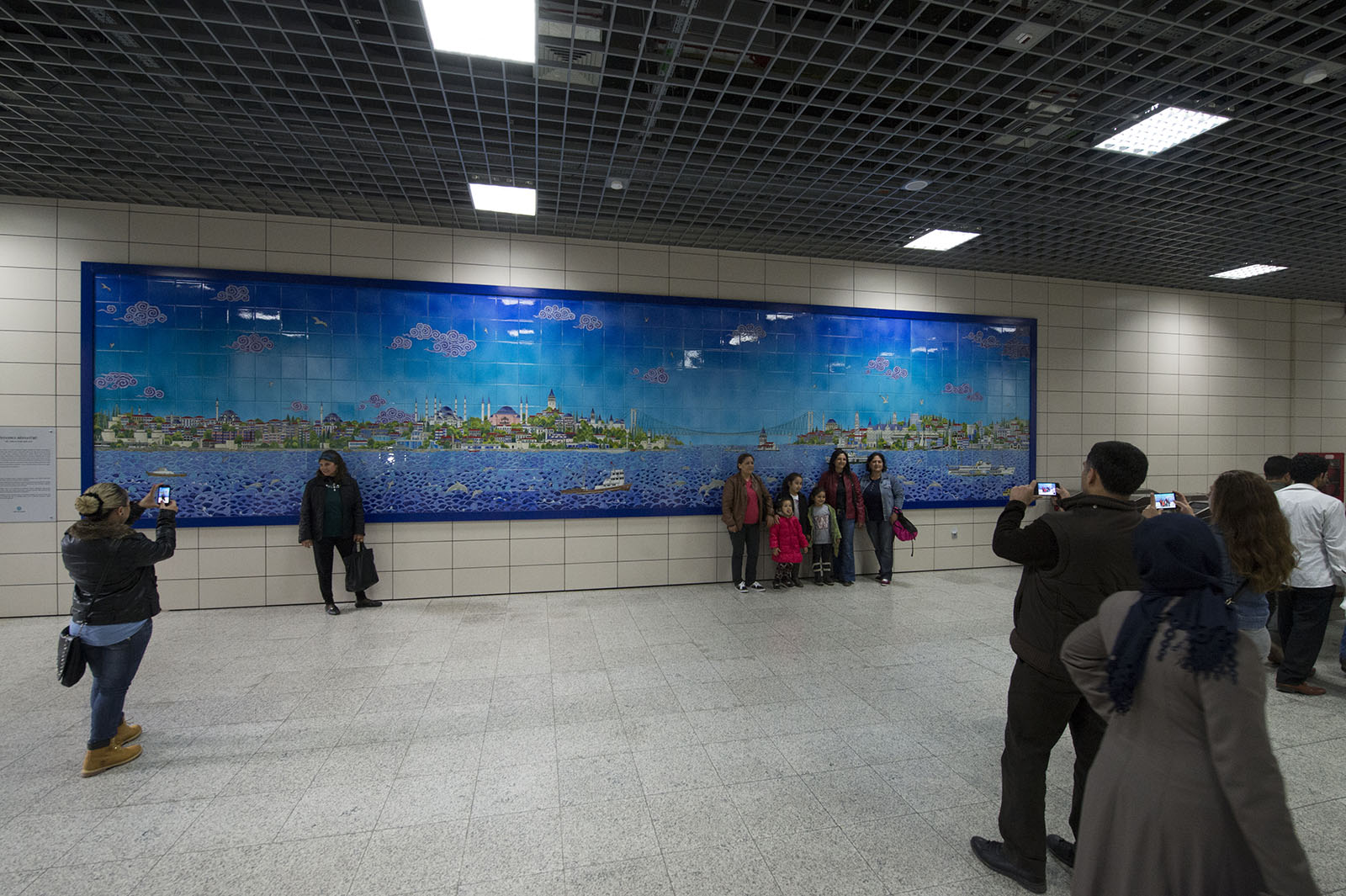
کاشی‌های تزئینی در ایستگاه سرکه‌چی
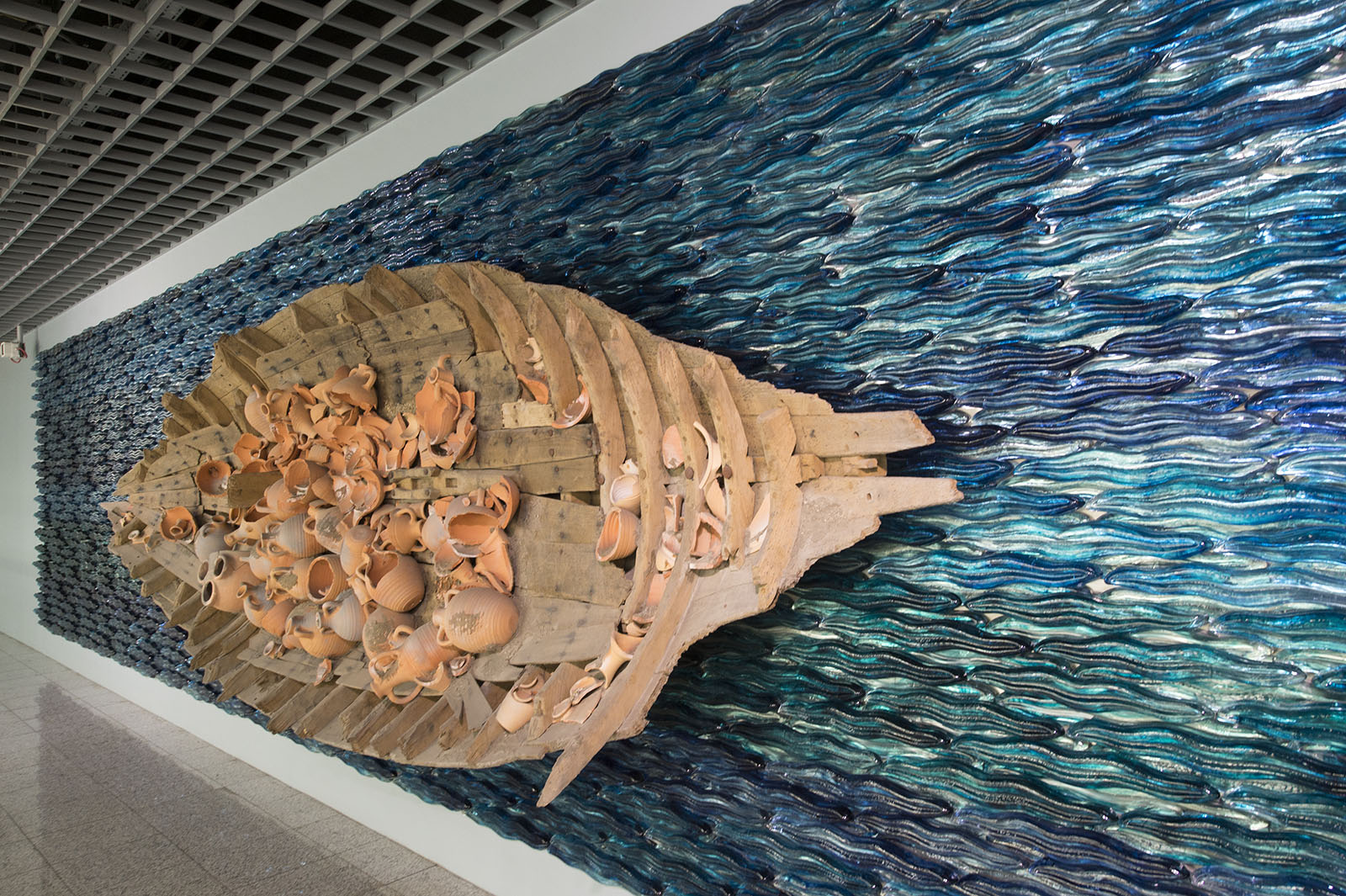
کاشی‌های تزئینی در ایستگاه سرکه‌چی